# Stráž (Tachov)
Stráž är en köping i Tjeckien.   Den ligger i regionen Plzeň, i den västra delen av landet, 130 km väster om huvudstaden Prag. Stráž ligger 453 meter över havet och antalet invånare är 1 057.
Terrängen runt Stráž är huvudsakligen platt, men västerut är den kuperad. Stráž ligger nere i en dal.Runt Stráž är det glesbefolkat, med 12 invånare per kvadratkilometer. Närmaste större samhälle är Tachov, 17,3 km nordväst om Stráž. I omgivningarna runt Stráž växer i huvudsak blandskog.